# 埃斯梅爾加瓦巴爾村
埃斯梅爾加瓦巴爾村（波斯語：اسماعيل گوابر），是伊朗吉兰省阿姆拉什县兰库区沙布庫斯拉特鄉的一个村。2006年人口普查顯示該村人口为752人，分佈在214个家庭中。